# Cyrtophora admiralia
Cyrtophora admiralia är en spindelart som beskrevs av Embrik Strand 1913. Cyrtophora admiralia ingår i släktet Cyrtophora och familjen hjulspindlar. Inga underarter finns listade i Catalogue of Life.